# Ford Quint Elvidge
Ford Quint Elvidge, né le 20 novembre 1892 à Oakland en Californie et mort le 14 juillet 1980 à Seattle dans l'État de Washington, est un homme politique américain. Membre du Parti républicain, il est le 2e gouverneur désigné de Guam du 23 avril 1953 au 19 mai 1956.